# Union Grove (Wisconsin)
Pour les articles homonymes, voir Union Grove.
Union Grove est un village du comté de Racine, dans l'État du Wisconsin, aux États-Unis. En 2020, il comptait une population de 4 806 habitants.